# Volejbol'nyj klub Samraj-UGNTU
Il Volejbol'nyj Klub Samraj-UGNTU (in russo "волейбольный клуб Самрау-УГНТУ") è un club russo di pallavolo femminile con sede ad Ufa: milita nel campionato russo di Vysšaja Liga A.

## Rosa 2013-2014
| N° | Nome                  | Ruolo | Data di nascita   | Nazionalità sportiva |
| -- | --------------------- | ----- | ----------------- | -------------------- |
| -  | Andrej Podkopaev      | All   |                   | Russia               |
| 1  | Ol'ga Efimova         | P     | 6 gennaio 1990    | Russia               |
| 3  | Marija Samojlova      | S     | 22 dicembre 1989  | Russia               |
| 4  | Nadežda Mišina        | C     | 4 febbraio 1991   | Russia               |
| 5  | Natal'ja Nemtinova    | C     | 28 marzo 1990     | Russia               |
| 7  | Kacjaryna Zakreŭskaja | S     | 29 settembre 1986 | Bielorussia          |
| 8  | Anna Malova           | L     | 16 aprile 1990    | Russia               |
| 9  | Ol'ga Elgardt         | S     | 4 marzo 1987      | Russia               |
| 10 | Ekaterina Efimova     | C     | 3 luglio 1993     | Russia               |
| 11 | Marija Ivon'kina      | C     | 6 gennaio 1992    | Russia               |
| 12 | Dar'ja Čikrizova      | L     | 9 settembre 1990  | Russia               |
| 13 | Tat'jana Alejnikova   | P     | 15 marzo 1983     | Russia               |
| 15 | Ljubov' Pronina       | S     | 10 agosto 1989    | Russia               |
| 16 | Julianna Kvon         | L     | 14 settembre 1993 | Russia               |
| 18 | Alina Beršakova       | S     | 12 settembre 1987 | Russia               |

## Denominazioni precedenti
- 1970-1994: Volejbol'nyj klub Burevestnik Ufa
- 1994-1996: Volejbol'nyj klub Ufimka
- 1996-2009: Volejbol'nyj klub Prometej
- 2009-2017: Volejbol'nyj klub Ufimočka-UGNTU